# Surhuméral

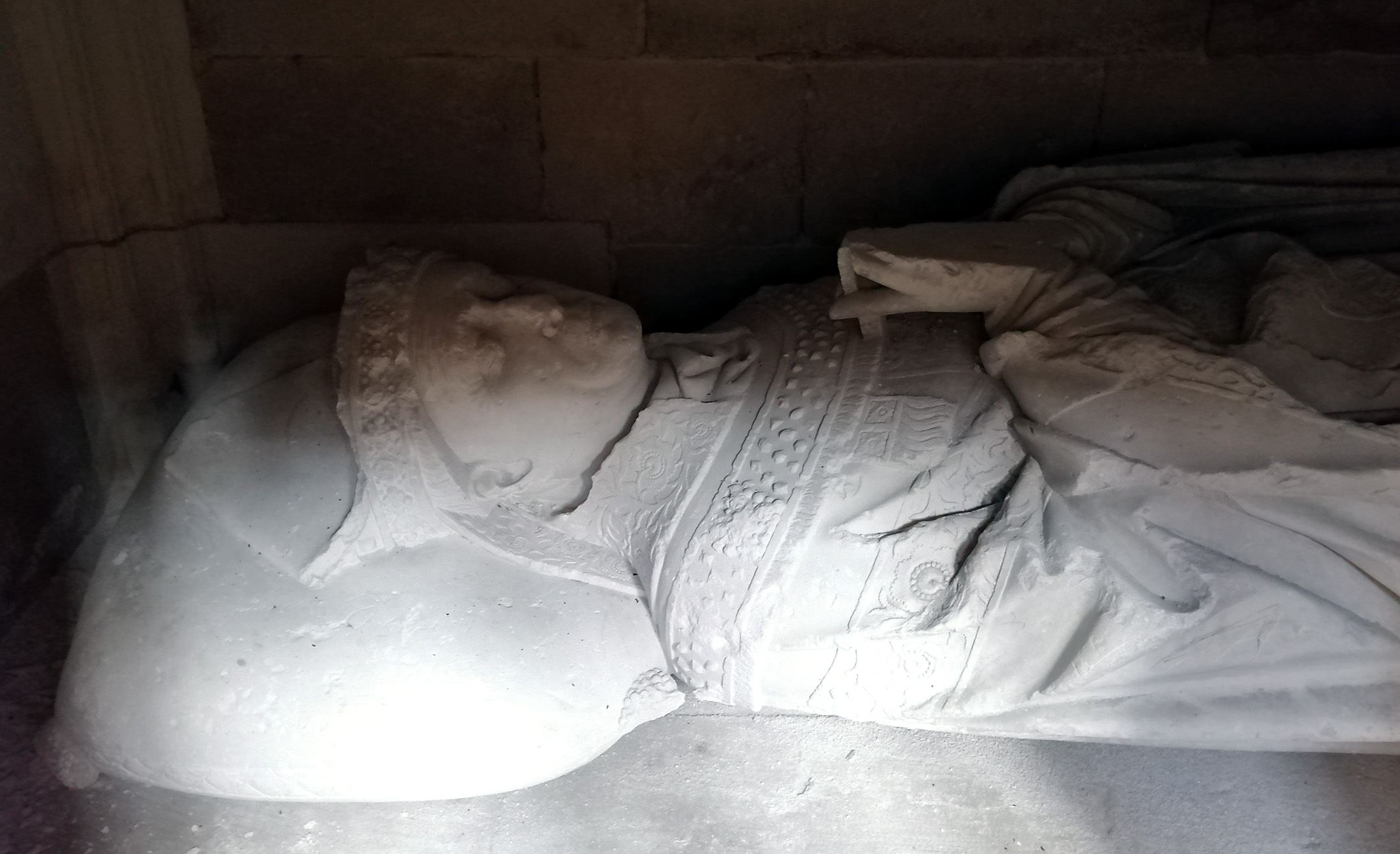
Gisant d'un évêque (Henri de Ville ?) à la cathédrale de Toul, dans le chœur, portant le surhuméral. XVe siècle.

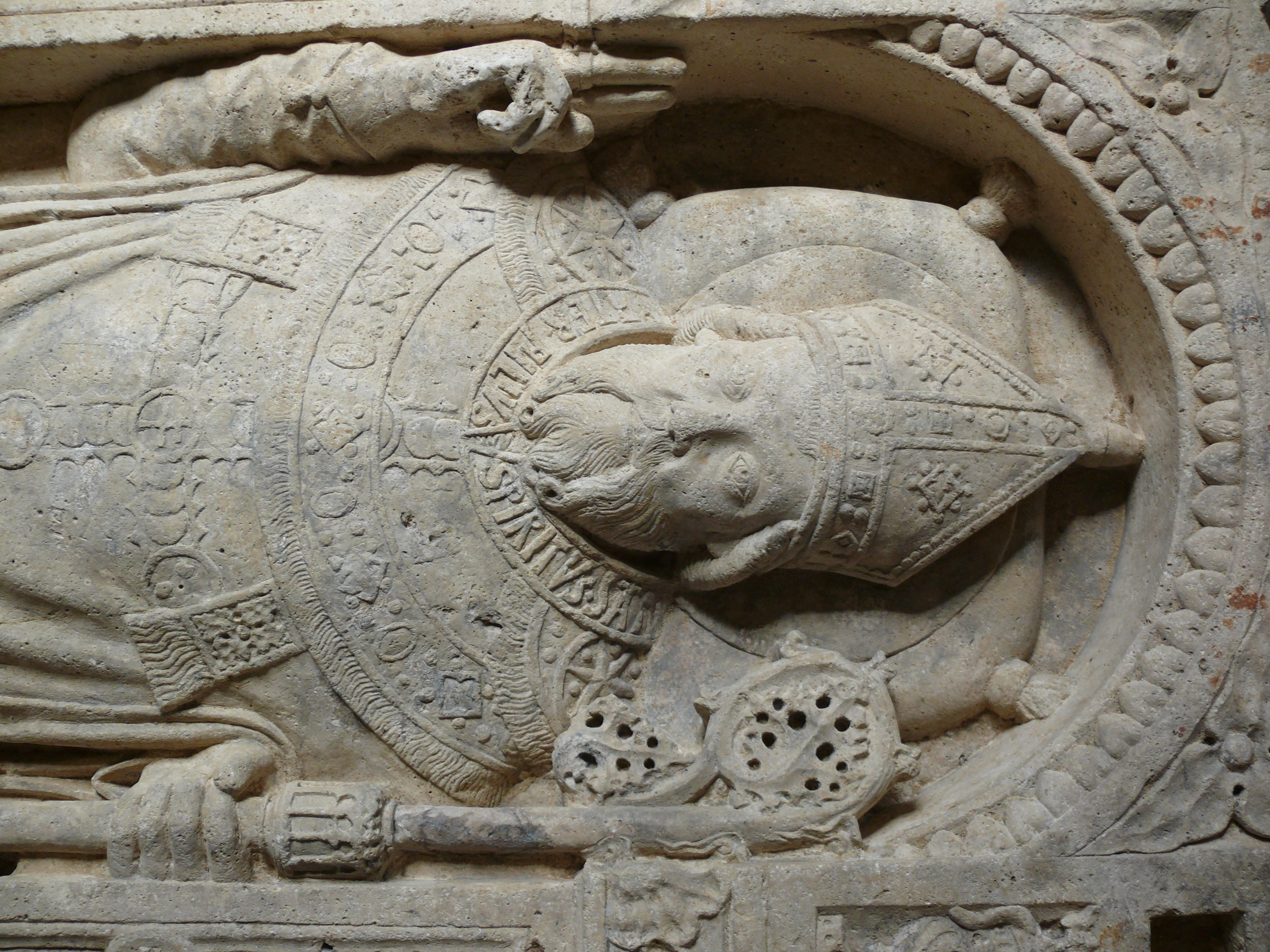
Saint Mansuy, évêque de Toul, portant le surhuméral (Cathédrale de Toul).

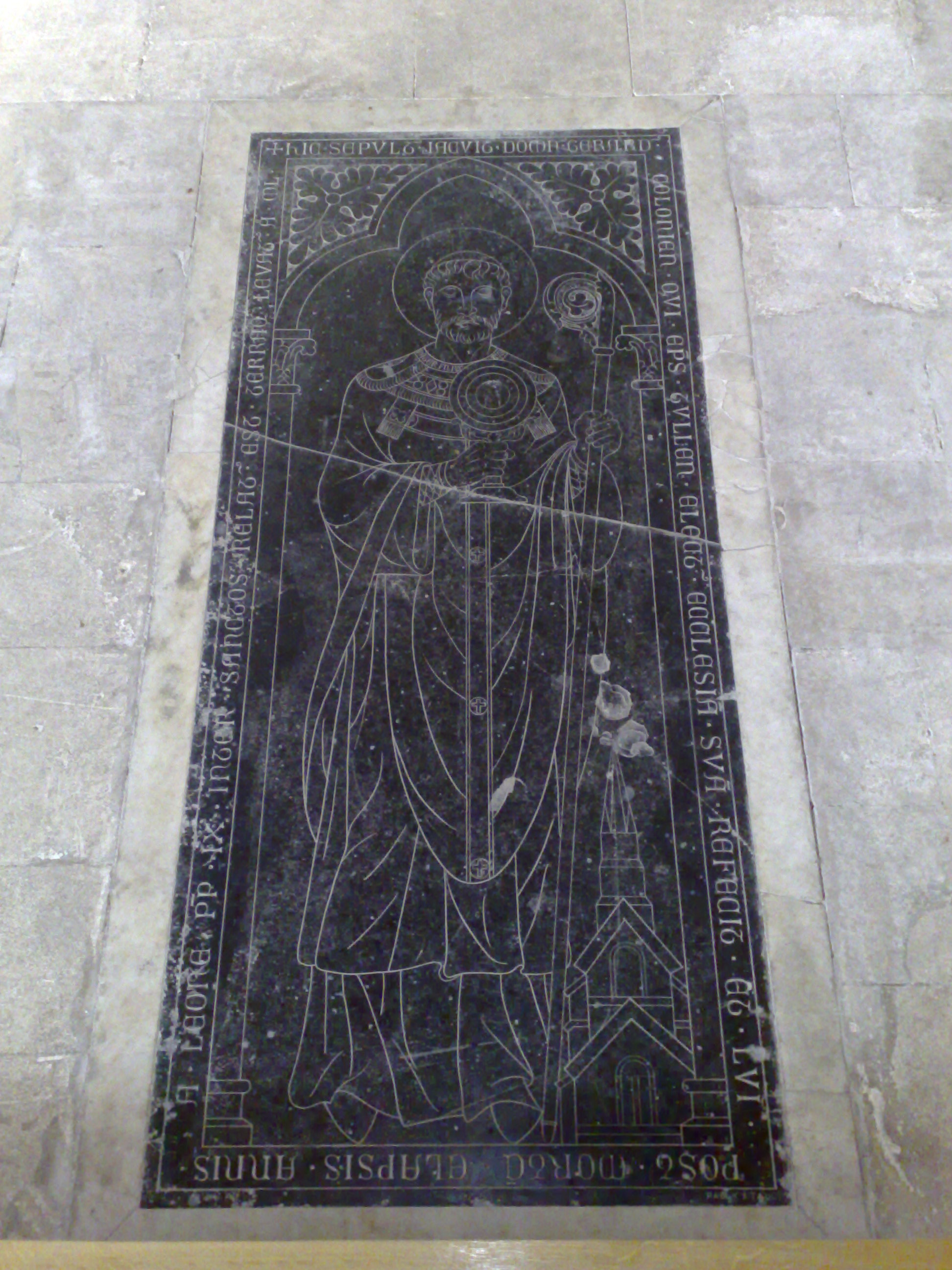
La pierre tombale de saint Gérard à la Cathédrale de Toul. Le surhuméral y est représenté. XIXe siècle.

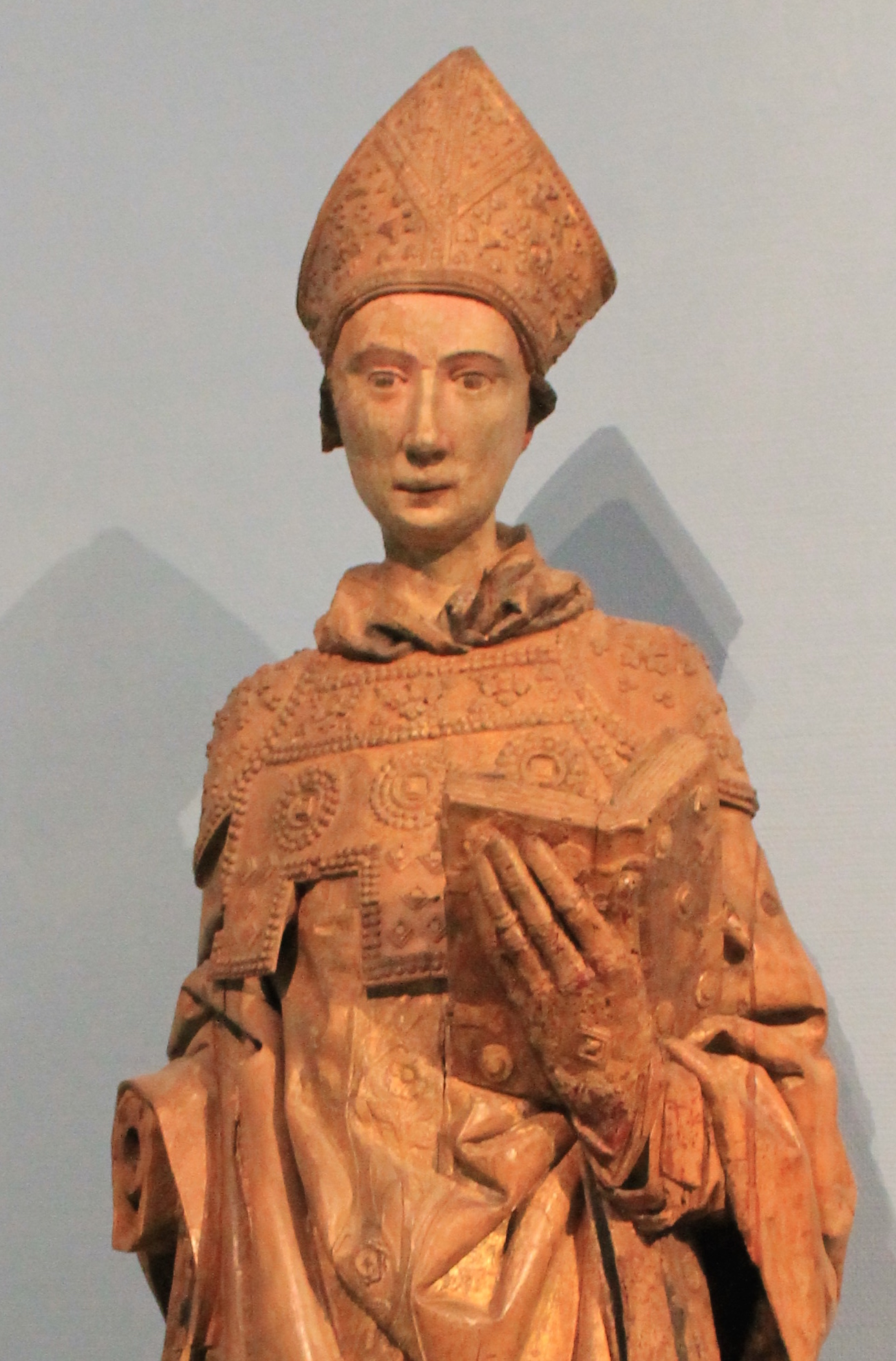
Sculpture d'un évêque de Liège portant le rational, dite aussi surhuméral, réalisée entre 1510 et 1520 (Musée du Cinquantenaire, Bruxelles)

Le surhuméral est un ornement religieux de l'Église catholique romaine, porté sur la chasuble. Cet ornement, toujours utilisé, est porté lors des grandes célébrations par quatre évêques dont celui de Nancy et de Toul. 

## Origines

### Des origines peu connues
L'histoire de ce rare ornement épiscopal est curieuse. Son emploi viendrait d'une concession papale au Xe siècle. Il aurait certaines analogies avec le pallium, et rappellerait par son symbolisme, sa richesse, sa forme, le rational (pectoral) et l'éphod (huméral) du Grand-prêtre juif. 
Au Moyen Âge, cet ornement était porté par les évêques de Wurtzbourg, Ratisbonne, Eichstätt, Naumburg, Halberstadt, Paderborn, Minden, Spire, Metz, Augsbourg, Prague, Olomouc, Liège, et Toul.

### Une confirmation du privilège en 1865
La Révolution française ayant balayé un grand nombre de privilèges, non rétablis par le concordat de 1801, certains crurent pouvoir disputer à bon droit aux évêques de Nancy et de Toul, héritiers des évêques de Toul, le privilège du surhuméral.
Pour clore définitivement ces discussions, Mgr Lavigerie sollicita l'avis de Pie IX qui confirma, par bref daté du 16 mars 1865, ce privilège.

« Entre autres ornements que porte l'Evêque de Toul lorsqu'il célèbre pontificalement est celui que l'on nomme Surhuméral parce qu'il se place sur les épaules de l'Evêque célébrant et qu'il est fait de telle sorte qu'il ressemble à une étole large ornée de franges qui tourne autour des épaules, avec deux manipules pendants par devant et par derrière, et sur chaque épaule, en forme de bouclier rond, chargé de pierres précieuses. Les plus graves auteurs attestent que l'Evêque de Toul a fait usage de cet ornement depuis environ huit siècles. La tradition rapporte même que ce privilège a été accordé à l'Evêque de Toul par le saint Pontife Léon IX qui quoique élevé au souverain Pontificat conserva l'administration de l'Evêché de Toul. Charles Martial Allemand Lavigerie, Evêque de Nancy et de Toul, désirant maintenir ce privilège insigne du seul Evêque de Toul entre les Evêques latins, même après le rétablissement des Rites de la Sainte Eglise Romaine en son diocèse, a très humblement demandé à notre très saint Seigneur le Pape Pie IX de pouvoir conserver le privilège susdit. Or, sa Sainteté, ayant surtout égard à l'antiquité de l'ornement en question, porté par l'Evêque de Toul, sur le rapport du Secrétaire de la Sacrée Congrégation des Rites soussigné, a daigné par grâce toute spéciale et qui jamais ne pourra être apportée en exemple, permettre que quand l'Evêque de Nancy et de Toul célébrera pontificalement, il puisse faire usage de l'orrnement susdit, nonobstant toute opposition contraire. »

— Abbé Pierre-Étienne Guillaume, Le surhuméral : prérogative séculaire des seuls évêques de Toul, chez les Latins, en raison de l'antiquité de leur église, Nancy, impr. Vve Raybois, 1865, 7 p.

### Aujourd'hui, un privilège très rare
De nos jours, seuls quatre ecclésiastiques le portent:
- l'archevêque métropolitain de Cracovie, en Pologne : Mgr Marek Jędraszewski (depuis 2017),
- l'évêque d'Eichstätt, en Allemagne : Mgr Gregor Maria Hanke (depuis 2006),
- l'évêque de Nancy et de Toul, primat de Lorraine, en France : Mgr Pierre-Yves Michel (depuis 2023),
- l'archevêque métropolitain de Paderborn, en Allemagne : Mgr n... (vacance du siège depuis 2022).

Le privilège du surhuméral est attaché au siège de ces évêchés aussi, lorsqu'un évêque est appelé ailleurs, doit-il en abandonner le port, comme Mgr Charles Ruch en 1919, lorsqu'il quitta le siège de Nancy pour celui de Strasbourg. Certains prélats nancéiens, à l'instar de Mgr Charles Lavigerie ou de Mgr Joseph-Alfred Foulon demandèrent à Rome avec succès, lors de leur nomination en dehors de Nancy, le privilège de pouvoir conserver l'usage du surhuméral à titre personnel.
À noter qu'en tant que métropolitains, les archevêques de Cracovie et de Paderborn ont également l'usage du pallium. Lorsqu'ils portent ces deux ornements simultanément, le pallium est positionné sur le rational.

## Surhuméral ou rational?
Le terme de surhuméral est propre aux prélats nancéiens (qui héritèrent du privilège accordé aux évêques de Toul). Dans les pays germaniques et polonais, on parle de rational[réf. nécessaire]. La forme du surhuméral diffère de celle du rational. 
Le surhuméral consiste en une large bande circulaire aux dessins réguliers, enrichie et bordée de pierres précieuses, avec de part et d'autre de la poitrine, deux fanons riches et frangés. Du dessus et aux épaules partent encore deux demi-disques, frangés aussi, remplis chacun par un motif. Certains modèles portent, brodée près de l'encolure, l'inscription « pater et filius et spiritus sanctus » (le rational d'Eichstätt, dont la forme reste proche du surhuméral, porte l'inscription fides spes charitas).
L'usage du surhuméral à Toul est attesté depuis 1165. Ce privilège fut rendu à l'évêque du diocèse de Nancy-Toul par un bref du 16 mars 1865.

## Exemplaires conservés

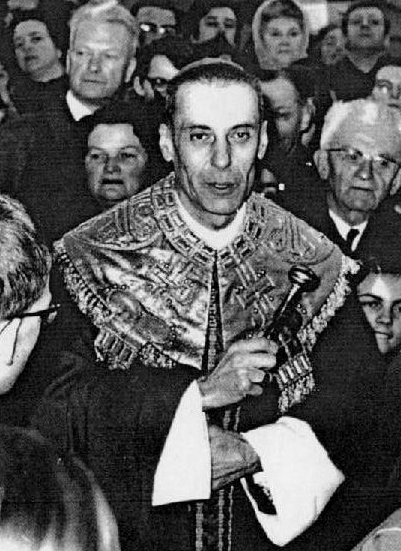
Mgr Bernard portant le surhuméral confectionné pour Mgr Lallier, et qu'il donnera au Musée Lorrain - Palais des Ducs de Lorraine

Huit exemplaires de surhuméraux sont actuellement conservés :
- trois à la sacristie de la cathédrale de Nancy (un modèle fabriqué pour, le fermoir porte ses initiales, Mgr Foulon[3] - c'est le plus ancien modèle conservé ; deux modèles fabriqués pour Mgr Michel en décembre 2024).
- un à la sacristie de la cathédrale de Toul.
- un à la sacristie de la basilique de Saint-Nicolas-de-Port (modèle réalisé au début des années 2000 pour Mgr Papin - ce modèle est porté régulièrement, notamment lors de la procession de la Saint-Nicolas, début décembre).
- trois au Musée Lorrain - Palais des Ducs de Lorraine (inv. 77.8.12, 77.8.14, 77.8.15 - modèles fabriqués pour NN.SS. Turinaz et Lallier. Ces surhuméraux ont été donnés à la Société d'histoire de la Lorraine et du Musée lorrain par Mgr Bernard en 1977).

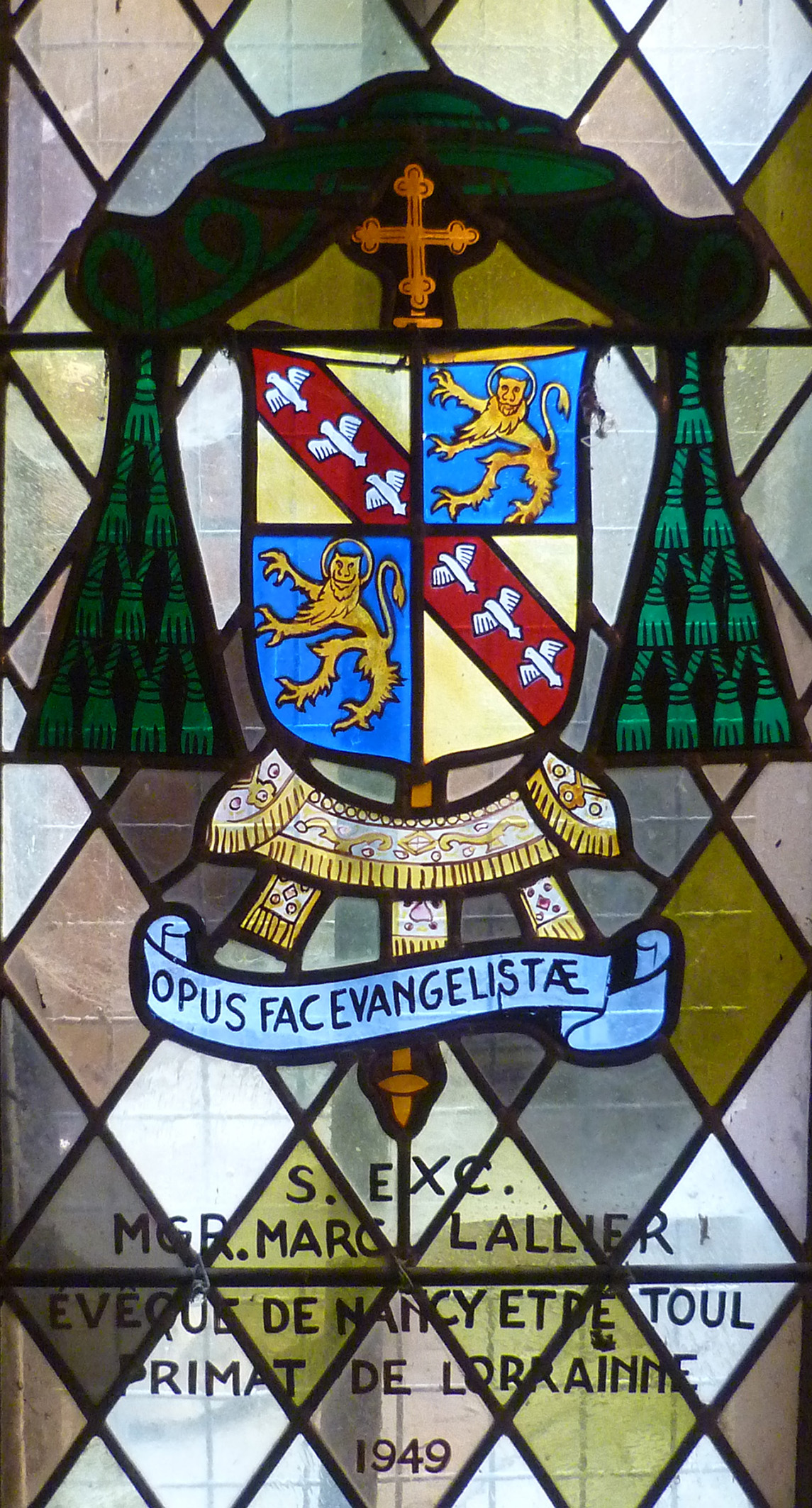
Vitrail dans la crypte de l'église Saint-Sébastien de Dieulouard, aux armoiries de Mgr Lallier.

À noter que la sacristie de la cathédrale de Nancy conserve également un rational à la provenance inconnue.

## Usages héraldiques
Le surhuméral a parfois été utilisé dans les armoiries de certains évêques nancéiens, à la manière d'un pallium.
Cet usage n'est plus en vigueur aujourd'hui.